# Großenwiehe
Großenwiehe este o comună din landul Schleswig-Holstein, Germania.

## Istoric
Biserica de piatră din St. Lawrence a fost construită în secolul al XII-lea. Municipalitatea a fost creată în 1970 prin fuzionarea comunităților Schobüll (Skovbøl) și Großenwiehe.
Construită în 1949, Scoala daneză (Store Vi Skole) a fost folosită și ca biserică până în 1999.
În 1972, a fost înființată asociația comercială și comercială Großenwiehe -Lindewitt. Este una dintre cele mai vechi asociații comerciale și comerciale rurale din district.

## Geografia și traficul
Großenwiehe este situat la aproximativ douăsprezece kilometri sud-vest de Flensburg, în Schleswig Geest. La est, Autostrada Federală 7 merge de la Flensburg la Schleswig, la sud-est de Autostrada Federală 200 de la Flensburg la Husum și la nord de Autostrada Federală 199 de la Flensburg la Niebüll.

## Economie
Cu societățile sale comerciale și de servicii, municipalitatea preia funcții centrale în districtul administrativ sudic.
1. ↑  Alle politisch selbständigen Gemeinden mit ausgewählten Merkmalen am 31.12.2018 (4. Quartal) (în germană), Statistisches Bundesamt[*], arhivat din original la 10 martie 2019, accesat în 10 martie 2019